# Kh-31
Kh-31은 미코얀 MiG-29 또는 수호이 Su-27에 장착하는 러시아의 공대지 마시일이다. 나토명은 AS-17 크립톤이다. 속도 마하 3.5, 시스키밍 기능이 있으며, 사거리 110 km이다. 전투기에서 발사되는 최초의 초음속 대함 미사일이다. 대방사 미사일, 가상 목표물 등의 다양한 버전이 있다. "AWACS 킬러"인 장거리 공대공 미사일로 개조되었다고도 한다.

## 버전
Kh-31A액티브 레이더 시커. 구축함까지 공격 가능. 사거리 25-103 km. 시스키밍.
Kh-31P (Type 77P)패시브 레이더 시커. 대방사 미사일. 사거리 110 km. 다양한 적 레이더 주파수에 대응해 3개 모듈 중에 하나를 공장에서 선택.
Kh-31AD/Kh-31PD ("Kh-31 Mod 2")사거리 증가. Kh-31AD는 2013년부터 대량생산 시작
Kh-31PK근접신관, 사거리 160 km. Su-27SM, Su-30MK, Su-35. 2009년부터 대량생산

## 중국
중국은 Kh-31 미사일을 200발 수입했으며, 이후에 Kh-31의 중국판인 C-801 대함 미사일을 개발했으며, 사거리를 늘린 C-802 미사일도 개발했다. C-802 대함 미사일은 무게 715 kg, 순항속도 마하 0.9, 종말속도 마하 1.6이다. 사거리는 C-802 120 km, C-802A 180 km, C-803 350 km, C-805 500 km이다.

## 이란
이란은 중국제 C-802 미사일을 기반으로 한 누어 미사일을 개발했다. 사거리 200 km인 대함 미사일이며, 프랑스의 Microturbo TRI-60 엔진의 이란산을 사용했다.

## 사용국가

### 현재
러시아
 중화인민공화국
 인도
 베네수엘라
 베트남
 인도네시아
 페루
 말레이시아

### 과거
소련

## 같이 보기
- YJ-91 - Kh-31의 중국판
- SS-N-22 선번
- AGM-88 함 - 미국의 대레이다 미사일
- ALARM missile - 영국의 대레이다 미사일
- AGM-136 - 1991년 개발이 취소된 미국의 대레이다 미사일